# 黒川雅之
黒川 雅之（くろかわ まさゆき、1937年4月4日 - ）は、愛知県名古屋市出身の建築家・プロダクトデザイナー。学位は博士（美術）（金沢美術工芸大学）。日本建築学会会員。日本建築家協会会員。株式会社K＆K主宰。株式会社デザイントープ主宰。2019年からは、シンガポールに本社をおき、「食」をテーマにものづくりに取り組むHERE INTERNATIONALのデザイナーを務める。妻は加藤タキ。

## 経歴
- 愛知県名古屋市生まれ。兄の黒川紀章と弟の黒川喜洋彦（くろかわきよひこ）、父親の黒川巳喜、息子の黒川彰も建築家である[1]。
- 1961年 - 名古屋工業大学建築学科卒業。
- 1963年 - 早稲田大学大学院理工学研究科建築学専攻修士課程修了。
- 1967年 - 早稲田大学大学院博士課程修了。黒川雅之建築設計事務所（2012年、株式会社K＆Kに名称変更[2]）を設立。
- 1979年 - ニューヨーク近代美術館の"永久コレクション"に、「GOMシリーズ」が選ばれる。
- 1988年 - メトロポリタン美術館の"20世紀ジャパンデザインコレクション"に、「ラバト」と「ドマーニ」と「インゴット・バッタ」が選ばれる。ニューヨーク近代美術館の"永久コレクション"に、「FIENO」と「GOM/PEN・PUSHPIN・MAGNET」が選ばれる。デンバーアート美術館の"永久コレクション"に、「インゴット・バッタ」、「メタルシリーズ」、「ドマーニ・ランプ」、「ラバト」、「ACCENT/Cutlery・Glass Ware」、「P+G」、「GOM/CLOCK」が選ばれる。
- 2000年 - （株）デザイントープを設立[2]。
- 2002年 - 金沢美術工芸大学大学院専任教授に就任。
- 2010年5月 - 博士論文「自己解剖/自己の作品と理論の解剖による普遍的美の探究」を金沢美術工芸大学に提出して博士（美術）の学位を取得[3]。

## 受賞歴
- 1968年 - 第1回メンブレイン・デザイン・コンペ1等（浮上港）
- 1970年 - 量産住宅国際競技設計1等（「TILTED BOX」）
- 1976年 - 社団法人インテリアデザイナ－協会のインテリアデザイン協会賞（「一連のインテリアエレメントのデザイン」）
- 1986年 - 毎日新聞の毎日デザイン賞
- 1994年 - グッドデザイン賞の"レジャー・ホビー・DYI部門"賞（「FIENO」）

## 主な作品

### 建築
- 銀座くのや（東京都中央区）
- 大金ゴルフ倶楽部のクラブハウス（栃木県那須烏山市）
- ユニ東武ゴルフクラブのクラブハウス（北海道夕張郡由仁町）
- 千葉ポートパークの野外劇場（千葉県千葉市）
- 袖ケ浦海浜公園の"未来を見つめる展望台"（または「南袖展望台」、千葉県袖ケ浦市）
- パロマ本社（愛知県名古屋市）
- 来待ストーンミュージアム（島根県松江市）
- 健康の里来待診療所・健康センター（島根県松江市）
- パロマプラザビル（東京都港区）

### 製品
- 灰皿「GOMシリーズ」
- 組立家具「インゴット・バッタ」
- 水栓金具「Kシリーズ」（TOTO）
- 照明器具「コブラ」と「ドマーニ」と「フーモ」など（ヤマギワ）
- ドアノブ「GIGAシリーズ」と「INTERFACEシリーズ」（美和ロック）
- 半閉鎖式スキューバダイビングシステム「FIENO」（グランブルー）
- 小物「ENシリーズ」（竹中製作所）
- 腕時計「CHAOS」と「デリー」と「ラバト」（シチズン）
- 薄型ガステーブル（パロマ）
- 宝石「P+G」（アーバンゴールド）
- デジタルカメラ「キャプリオG3シリーズ」（リコー）

## 著作
- 「ARCHIGRAPH　黒川雅之ｘ稲越功一」（1992年、TOTO出版）
- 「黒川雅之のプロダクトデザイン」（1993年、六耀社）
- 「反対称の物学」（1998年、TOTO出版）
- 「デザイン曼荼羅」（2004年、求龍堂）
- 「八つの日本の美意識」（2006年、講談社）
- 「デザインの修辞法」（2006年、求龍堂）
- 「デザインと死」（2009年、ソシム）